# گری فوربس
گری فوربس (انگلیسی: Gary Forbes؛ زادهٔ ۲۵ فوریهٔ ۱۹۸۵) بازیکن بسکتبال اهل ایالات متحده آمریکا است.
از باشگاه‌هایی که در آن بازی کرده‌است می‌توان به تورنتو رپترز و دنور ناگتس اشاره کرد.